# AGEIA
AGEIA est une société fabless de semi-conducteurs créée en 2002. Elle a notamment conçu PhysX, un PPU permettant d'effectuer des calculs d'effets physiques (fluide, torsion, déformation des matériaux) bien plus rapidement qu'un processeur généraliste.
PhysX équipe des cartes d'extension pour PC et sert essentiellement à accélérer le rendu 3D de jeux (Unreal Tournament 3, Bet on Soldier, CellFactor: Revolution).
La carte embarque 125 millions de transistors, 128 Mo de mémoire vive GDDR3. Elle dispose d'un bus mémoire 128 bits, d'une interface PCI et coûte entre 100 et 250 dollars US.
Le 22 août 2007 a été dévoilée une version pour PC portable du PhysX : le PhysX 100M. Cette déclinaison du modèle consomme 10 watts en plein jeu et diminue sa fréquence de fonctionnement lorsqu'elle est inactive pour minimiser les dépenses d'énergie et augmenter ainsi l'autonomie de la batterie du PC.
Le 4 février 2008, NVIDIA a annoncé qu'il allait acquérir AGEIA. Le 13 février 2008, le rachat de AGEIA a été finalisé.